# Cisteller d'Itatiaia
El cisteller d'Itatiaia (Asthenes moreirae) és una espècie d'ocell de la família dels furnàrids (Furnariidae). Ha estat ubicat al gènere Schizoeaca.

## Hàbitat i distribució
Habita zones de bosc obert amb herba a les muntanyes del sud-est del Brasil.